# Alžběta Uherská
Alžběta Uherská, též Eliška Uherská, (okolo r. 1144/1145 – 12. leden po r. 1189) byla manželka knížete Bedřicha a česká kněžna.

## Původ
Alžběta byla dcera uherského krále Gejzy II. a Eufroziny Kyjevské, pocházela z rodu Arpádovců. Dva z jejích bratří se stali uherskými králi: Štěpán III. (1162–72) a Béla III. (1172–96). Pozdější královna Konstancie Uherská, manželka Přemysla Otakara I., byla dcerou Bély III. a tedy Alžbětinou neteří.

## Česká kněžna
Za pozdějšího knížete Bedřicha se Alžběta vdala zřejmě roku 1157, už v době panování jeho otce Vladislava II. Českou kněžnou se stala poprvé v roce 1172, ale už o devět měsíců později po Bedřichově sesazení odjela za tchánem a tchyní do Durynska.
V roce 1178 se Bedřichovi naskytla nová šance a s podporou císaře Barbarossy, u jehož dvora se zdržoval, se znovu stal knížetem. Když Bedřich odjel na dvorský sněm do Würzburgu v roce 1179, svěřil své ženě správu Čech. Sotva ovšem odjel, sesazený Soběslav II. se pokusil dobýt Prahu, ovšem Alžběta ji uhájila. Bedřich se vrátil do země a i když byl poražen u říčky Loděnice, s podporou Konráda II. Oty, kterou snad pomáhala zajistit i kněžna, bitvu v Praze nakonec vyhrál. Po bitvě dala Alžběta postavit na místě boje kostel Jana Evangelisty Na bojišti.
Emancipovaná kněžna na knížecí listiny připojovala svou pečeti a byla Bedřichovým rádcem. Přesto ovšem jejich vláda úspěšná nebyla, protože postupně se český stát rozpadl na Čechy, Moravu a pražské biskupství.
Roku 1184 uhájila Alžběta Pražský hrad znovu, tentokrát proti bratrovi Soběslava II. Václavovi. Bedřich Václava s pomocí svého bratra Vojtěcha a rakouského vévody Leopolda V. z Čech vytlačil.
Po Bedřichově smrti v roce 1189 žádala Alžběta na Konrádu II. olomoucký úděl, jinak mu odmítala Pražský hrad vydat. Konrád souhlasil, ale jakmile se ocitl na hradě, své rozhodnutí změnil. Nekrologium kláštera v Doksanech uvádí, že kněžna Alžběta zemřela 12. ledna, ne však kterého roku.
Počátkem 21. století se Alžběta stala jednou z postav historických románů spisovatelky Ludmily Vaňkové Příběh mladšího bratra, Kdo na kamenný trůn a Cestou krále.

## Potomci
- Vratislav († 1180)
- Žofie Přemyslovna (* před 1176–1195) ∞ 1186 Albrecht I. Míšeňský (1158–1195)
- Helena-Eirene ∞ 1164 Petr Komnénovec z byzantského rodu Petralifů (Petraphoilas-Komnenos)[3]
- Olga († asi 1163)
- Markéta († asi 1183)
- Ludmila Přemyslovna (1170–1240), bavorská vévodkyně ∞
- 1/ 1189 Albrecht III. z Bogenu († 1198)
- 2/ 1204 Ludvík I. Bavorský (1173–1231)